# Xercès Louis
Xercès Louis est un footballeur français, né le 30 octobre 1926 à Sainte-Marie (Martinique) et mort en 1978 à Champclauson qui est un quartier de La Grand-Combe (Gard). Il repose d'ailleurs au cimetière de La Grand-Combe et a été professeur de sport dans cette ville gardoise. Il était milieu de terrain.

## Biographie
Comptant 12 sélections, il est le premier joueur antillais sélectionné en équipe de France. Il fut notamment sélectionné pour participer à la Coupe du monde 1954 en Suisse.
Il donne son nom à une tribune du stade Félix-Bollaert. Le stade de la ville de Sainte-Marie en Martinique porte son nom (stade Xercès-Louis).
En 2022, le magazine So Foot le classe dans le top 1000 des meilleurs joueurs du championnat de France, à la 972e place.

## Carrière

### Joueur
- 1941-1949 : Lyon olympique universitaire
- 1949-1957 : RC Lens (259 matches - 20 buts)
- 1957-1960 : Girondins de Bordeaux (105 matches - 11 buts)

### Entraîneur
- UMS Montélimar
- SO Mazamet entraineur joueur
- FC Sète

### Équipe nationale
- International français : 12 sélections entre 1954 et 1956[2].
- Première sélection : Allemagne 1-3 France (16 octobre 1954)

## Palmarès
- Finaliste de la Coupe Charles Drago en 1957 avec Lens